# Стевенен, Сагамор
Сагамо́р Стевене́н (фр. Sagamore Stévenin; 9 мая 1974 года, Париж, Франция) — французский актёр театра и кино, специализирующийся на драматических ролях и ролях героев-любовников (подчас в исторических лентах).

## Биография
Сагамор вырос в артистической семье. Его отец — актёр и режиссёр Жан-Франсуа Стевенен, брат и сестра Сагамора (Робинзон и Саломе) также стали актёрами.
Впервые появился на экранах в 1983 году, сыграв в драме Паскаля Кана «Цвет пропасти», где главную роль исполнял Стевенен-старший. Специалисты и зрители заметили Сагамора после выхода картины «Тотальная слежка» (режиссёр — Клод Зиди), после чего он регулярно стал появляться и в кино, и на ТВ. Звёздного статуса он добивается в 1999 году благодаря скандальной ленте Катрин Брейя «Романс Х», где его партнёрами были Рокко Сиффреди и Каролин Дюси. Во франко-швейцарской военной драме «Лиза» Стевенен появляется в поистине звёздной компании (Жанна Моро, Марион Котийяр, Бенуа Мажимель, Мариза Беренсон) и ничуть не теряется на этом фоне. Следом в прокат выходит картина Луи-Паскаля Кувлера «Пекло», где Стевенен на высоком уровне мастерства исполняет роль наёмного убийцы. Международная популярность приходит к Стевенену с премьерой спортивной драмы о нелёгкой судьбе гонщика «Мишель Вальян: Жажда скорости», продюсером которой выступил сам Люк Бессон. В 2005-м он играет роль Жоржа Дюруа в очередной киноверсии мопассановского «Милого друга» в постановке Филиппа Трибуа. В 2008-м появляется в экранизации жизни Коко Шанель — фильм Кристиана Дюге с Ширли Маклейн и Барбарой Бобуловой в главной роли был номинирован на Золотой глобус и премию Эмми.

## Фильмография
| Год  | Фильм                                                                                  | Роль             |
| ---- | -------------------------------------------------------------------------------------- | ---------------- |
| 1983 | Цвет пропасти (фр. La couleur de l'abîme)                                              |                  |
| 1984 | Короткие охоты (фр. Courtes chasses)                                                   |                  |
| 1991 | Тотальная слежка (фр. La totale!)                                                      | Жюльен           |
| 1992 | Бунт детей (англ. The Bad Mother’s Handbook)                                           | пустоголовый     |
| 1994 | Jalna                                                                                  |                  |
| 1996 | Братье Граве (фр. Les frères Gravet)                                                   | Пьер             |
| 1997 | Мишень (фр. La cible)                                                                  | Крис             |
| 1997 | Удар волшебной палочки (фр. Un coup de baguette magique)                               | Артур            |
| 1998 | Как зверь (фр. Comme une bête)                                                         | Лео              |
| 1999 | Романс Х (фр. Romance)                                                                 | Пол              |
| 1999 | Великолепный рогоносец (фр. Le cocu magnifique)                                        | Бруно            |
| 2000 | Вы не можете угодить всем (фр. On ne peut pas plaire à tout le monde)                  | Сагамор Стевенен |
| 2001 | Лиза (фр. Lisa)                                                                        | Сильвен Марсо    |
| 2002 | Пекло (фр. Sueurs)                                                                     | Симон            |
| 2002 | Авеню Пармантье, 20 (фр. 20, avenue Parmentier)                                        | Ромуальд         |
| 2003 | Братство волка 2: Возвращение оборотня (ТВ) (фр. La bête du Gévaudan)                  | Пьер Рампаль     |
| 2003 | Заблуждение (фр. Le romano)                                                            | Эрранс           |
| 2003 | Мишель Вальян: Жажда скорости (фр. Michel Vaillant)                                    | Мишель Вальян    |
| 2004 | Пункт Омега (фр. Le point omega)                                                       | Макс             |
| 2005 | Вы будете смеяться, но я ухожу (фр. Tu vas rire, mais je te quitte)                    | Артур            |
| 2005 | Милый друг (фр. Bel ami)                                                               | Жорж Дюруа       |
| 2005 | Обнажённые (фр. Écorchés)                                                              |                  |
| 2005 | Предварительное лицо (фр. Pre Face)                                                    |                  |
| 2005 | 1905 (1905)                                                                            | Жюльен Пейрак    |
| 2006 | Весна в Париже (фр. Un printemps à Paris)                                              | Пьеро            |
| 2006 | Клетки (фр. Cages)                                                                     | Дамьен           |
| 2008 | Коко Шанель (фр. Coco Chanel)                                                          | Этьен Бальсан    |
| 2009 | Полотенце у ваших ног! (фр. T'essuies tes pieds steuplé!)                              | Жюльен           |
| 2009 | Дэвид Копперфилд (англ. David Copperfield)                                             | Джеймс Стирфорт  |
| 2010 | Честная конкуренция (фр. Concurrence Loyale)                                           | Оливье           |
| 2010 | Я, Франсуа Вийон, вор, убийца, поэт (фр. Je, François Villon, voleur, assassin, poète) | Колин Кайе       |
| 2010 | Сегодня я выхожу замуж (фр. Demain je me marie)                                        | Вильям           |
| 2010 | Зло в крови (фр. Le mal dans le sang)                                                  | Вильям           |
| 2011 | Письма из Сайгона (фр. Les lettres de Saïgon)                                          | Le Pre           |
| 2013 | Фалько (сериал, фр. Falco)                                                             | Фалько           |